# Hillsdale Lake (Kansas)
Hillsdale Lake ist ein Stausee im US-Bundesstaat Kansas mit einer Fläche von 18,5 km².

## Lage
Der See liegt im Miami County etwa 50 km südwestlich von Kansas City. Ein Erddamm staut den Big Bull Creek.

## Sonstiges
Am See befindet sich das Naherholungsgebiet Hillsdale State Park. Am nordöstlichen Ende des Damms gibt es ein Besucherzentrum des U.S. Army Corps of Engineers, die für den See und seine Umgebung zuständig sind.

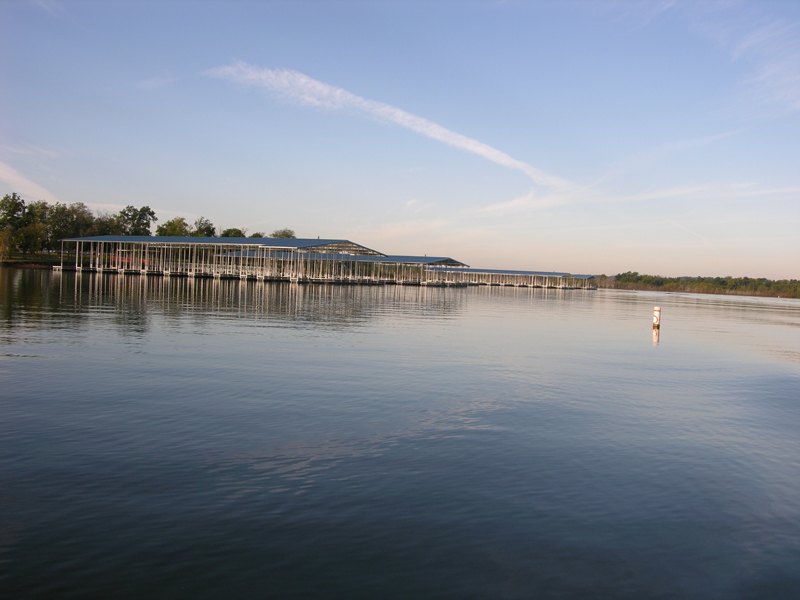
Yachthafen am Hillsdale Lake
- Video über den See